# タカネシオガマ
タカネシオガマ（高嶺塩釜）は、シオガマギク属の高山植物。高山植物としては珍しい一年草である。
本州の中部地方から北海道の高山帯に分布し、砂礫地や草地に生える。高さは5-15cm。茎の上部に唇形の紅紫色の花をつける。花期は7-8月。
ミヤマシオガマやヨツバシオガマに似るが、ミヤマシオガマと比べ葉の切れ込みがそれほど細かくない点、ヨツバシオガマと比べ高さが低い点などで区別ができる。